# Ectopleura xiamenensis
Ectopleura xiamenensis is een hydroïdpoliep uit de familie Tubulariidae. De poliep komt uit het geslacht Ectopleura. Ectopleura xiamenensis werd in 1984 voor het eerst wetenschappelijk beschreven door Zhang & Lin. 